# 3902 Yoritomo
3902 Yoritomo este un asteroid din centura principală, descoperit pe 14 ianuarie 1986 de Shigeru Inoda și Takeshi Urata.